# Taylor Hanson
Jordan Taylor Hanson (ur. 14 marca 1983 w Tulsa) – wokalista amerykańskiego zespołu pop-rockowego Hanson.
Taylor wraz z bratem Zackiem i Isaackiem założyli w 1992 roku zespół pop-rockowy Hanson. W 1997 roku wydali album "Middle Of Nowhere", z którego pochodzi singel "MMMBop". Bracia założyli własną wytwórnię 3CG Records. Jej nakładem ukazała się płyta "Underneath".
Gra na instrumentach klawiszowych (fortepian, keyboard), gitarze, harmonijce, instrumentach perkusyjnych.
Od 2002 r. żonaty z Natalie Anne Bryant, mają sześcioro dzieci.

## Filmografia
- "Wetlands Preserved: The Story of an Activist Nightclub" (jako on sam, 2008, film dokumentalny, reżyseria: Dean Budnick)[6]
- "Lennon or McCartney" (jako on sam, 2014, film dokumentalny, reżyseria: Matt Schichter)[7]
- "Sanctuarium" (jako on sam, 2014, film dokumentalny, reżyseria: Slavik Bihun)[8]